# Sidiciner
Die Sidiciner waren in der Antike ein kleiner mittelitalienischer Volksstamm. Er wurde historisch dadurch bedeutsam, dass sein Siedlungsgebiet zwischen dem der Samniten und dem Latium lag, das um die Mitte des 5. Jahrhunderts v. Chr. von Rom beherrscht war. Dadurch geriet diese Gegend zum Zankapfel zwischen beiden Mächten, sodass die Sidiciner mitverantwortlich für den Ausbruch des Ersten Samnitenkrieges wurden.
Die Sidiciner siedelten zwischen den Flüssen Liris und Volturno, ihr Hauptort war Teanum Sidicinum, das heutige Teano, das auf halbem Wege zwischen Capua und Monte Cassino liegt. Sowohl die Samniten, deren ursprüngliche Heimat in den Bergen des mittleren Apennin lag, als auch die Römer hatten im 4. Jahrhundert v. Chr. Expansionsbestrebungen, die sich auf das reiche Kampanien um Neapel konzentrierten. Etwas nördlich waren beide Mächte spätestens seit der Unterwerfung der Aurunker (diese siedelten neben den Sidicinern an der Liris-Mündung) durch die Römer im Jahre 345 v. Chr. unmittelbar benachbart. Vorsorglich hatte man 354 v. Chr. in einem Abkommen den Liris als Grenze der Interessenssphären anerkannt. Zwar lebten die Sidiciner am Ostufer des Flusses, als sie sich aber 345 v. Chr. mit den Samniten verbündeten, sah Rom seine Interessen gefährdet und reagierte mit einem Gegenbündnis mit Capua (343 v. Chr.) Es kam zum Ersten Samnitenkrieg, der mit der Anerkennung der beiden Bündnisse endete. Im Verlauf der weiteren Samnitenkriege gelang es Rom dann aber, seine mittelitalienischen Gegner zu bezwingen und integrierte sie, und damit auch die Sidiciner, in seinen Herrschaftsverband ein. In der Folge verschwanden die Sidiciner als eigenständiges Volk und gingen spätestens mit der Verleihung des römischen Bürgerrechts an alle Einwohner Italiens in der Gesamtbevölkerung des Römischen Reiches auf.